# Žarko Zrenjanin

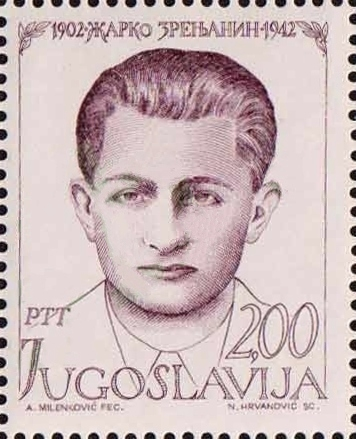

Žarko Zrenjanin (serbisch-kyrillisch Жарко Зрењанин, * 11. September 1902 in Izbište bei Vršac, Österreich-Ungarn; † 4. November 1942 in Pavliš bei Vršac, Serbien unter deutscher Militärverwaltung), genannt Uča (Уча, dt. Lehrer), war ein jugoslawischer Politiker und Widerstandskämpfer.
Als Funktionär und Partisan der Kommunistischen Partei Jugoslawiens war er Organisator des Widerstands gegen den Faschismus in der Vojvodina während des Zweiten Weltkriegs.
Die jugoslawische Regierung erklärte ihn 1944 zum Volkshelden und benannte 1946 die serbische Stadt Petrovgrad nach ihm.

## Biografie

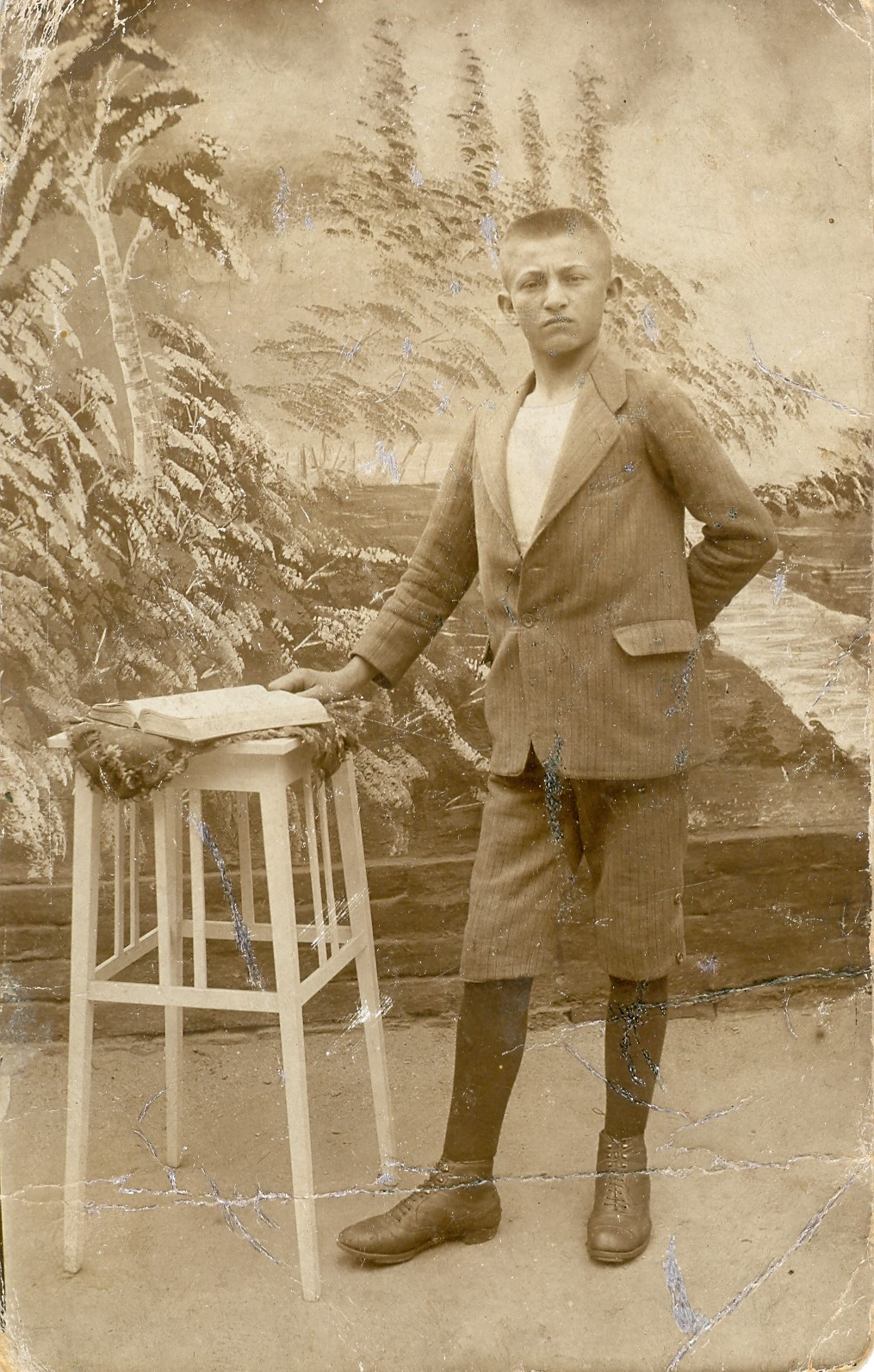
Zrenjanin als Schüler

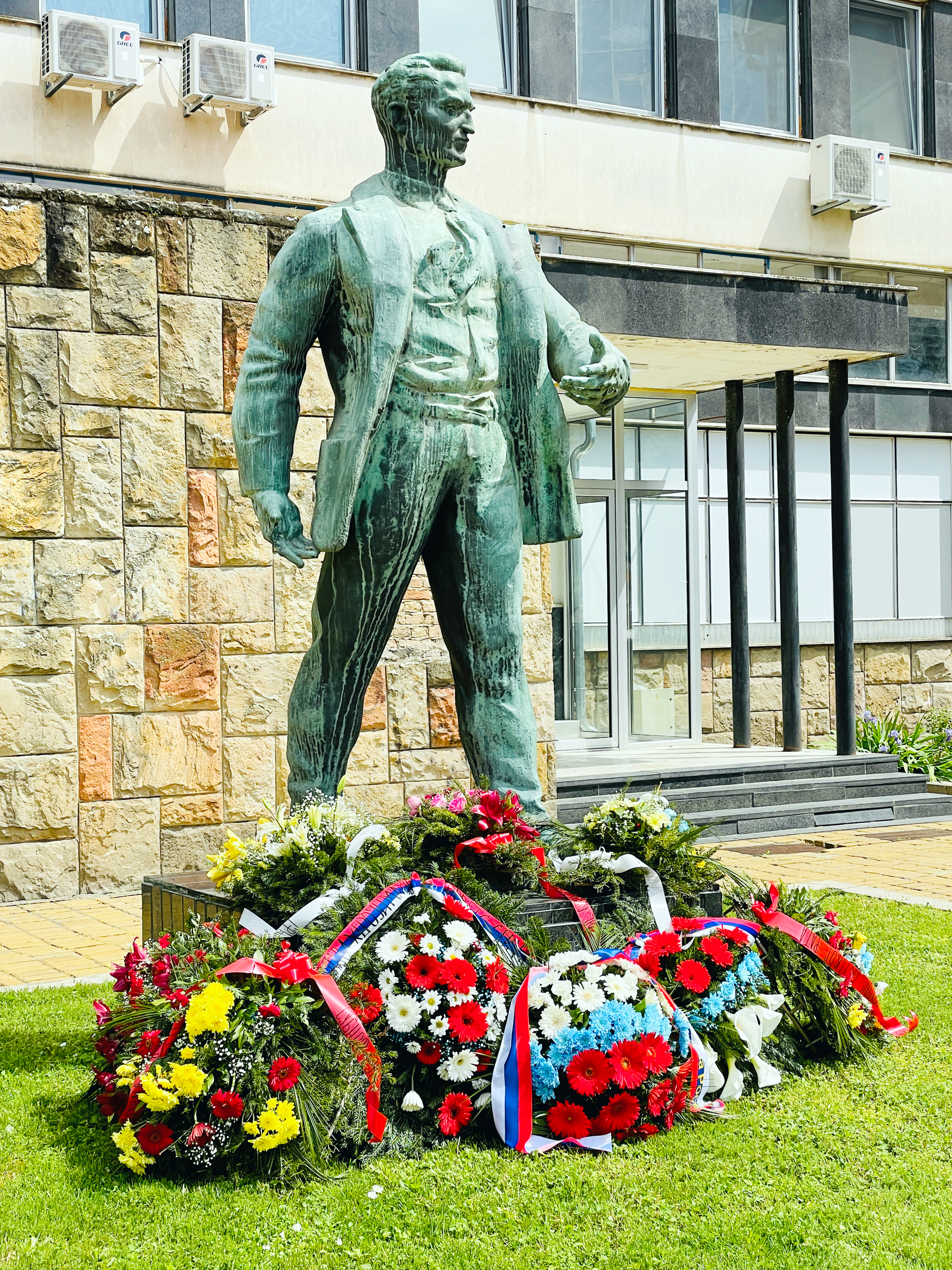
Statue Žarko Zrenjanins von 1952, vor dem Gebäude der SKJ in Zrenjanin

Zrenjanin entstammt einer armen Bauernfamilie aus Izbište, besuchte die Grundschule in Vršac sowie die Gymnasien in Segedin, Bela Crkva und Pančevo. Er ließ sich 1923 in Sombor zum Lehrer ausbilden. Noch in seiner Ausbildung trat er der Bewegung der revolutionären Jugend bei.
Ab 1923 unterrichtete Zrenjanin in Kanatlarci, einem Dorf im Verwaltungsbezirk Prilep im heutigen Mazedonien. Dort geriet er 1926 erstmals aufgrund seiner politischen Meinung in Konflikt mit der Staatsgewalt und wurde mehrmals inhaftiert. Es folgte im Juli 1926 eine Zwangsversetzung in seinen Geburtsort. Dort organisierte er eine Initiative zur Alphabetisierung, gründete eine Volksuniversität und eröffnete in den umliegenden Dörfern Bibliotheken und Lesehäuser. Er wirkte an zahlreichen pädagogischen Zeitschriften und Lehrbüchern mit und engagierte sich politisch über die Lehrergemeinschaft aus Belo Blato, deren Vorsitz er über mehrere Jahre innehatte.
Im Jahr 1927 wurde er Mitglied der Kommunistischen Partei Jugoslawiens (KPJ) und übernahm den Parteivorsitz in Izbište, bis er 1930 zum Leiter des Verwaltungskomitäts in Vršac gewählt wurde und im März 1932 Leiter des Komitees der Verwaltungseinheit Südbanat der KPJ wurde.
In seinem Haus in Izbište organisierte er eine kleine illegale Druckerei, die 1933 die erste Ausgabe der Zeitung Lenjinista drucken ließ, auf die noch zwei weitere Ausgaben folgten. Den Leitartikel sowie die meisten anderen Artikel der Publikation verfasste Zrenjanin dabei selber. Im April 1933 wurde die Druckerei durch die örtliche Polizei entdeckt. Zrenjanin wurde daraufhin vom Landgericht für den Staatsschutz zu einer dreijährigen Freiheitsstrafe verurteilt, die er in den Gefängnissen von Sremska Mitrovica und Lepoglava verbüßte. Dort setzte er sich mit Moša Pijade, Ivan Milutinović und weiteren bedeutenden Kommunisten seiner Zeit für die Rechte politisch Inhaftierter ein und initiierte unter anderem Hungerstreiks.
Am 6. April 1936 wurde Zrenjanin aus dem Gefängnis entlassen und setzte seine politische Arbeit sofort wieder fort. Er knüpfte Kontakte zu Belgrader Kommunisten und der Parteiführung der KPJ in Vršac. Zum wiederholten Male wurde er im Juli 1936 Leiter des Parteikomitäts der Verwaltungseinheit Südbanat und wurde im September in das Landeskomitee der Vojvodina gewählt. 
Vor dem Beginn des Zweiten Weltkriegs avancierte er durch seine Parteiorganisation, seiner politischen Agitation und die Ausarbeitung der Propaganda zu einem der erfahrensten Aktivisten der KPJ. Er verfasste dabei unter anderem zahlreiche Artikel über die National- und Agrarproblematik. Aufgrund dieses Engagements wählte man ihn Ende 1938 zum vorübergehenden Parteivorsitzenden der erneuerten KPJ Vojvodina und im April 1939 zum politischen Leiter des Landeskomitees der KPJ Vojvodina. Dieses Amt hatte er bis zu seinem Tod inne. 
Im slowenischen Tacen bei Ljubljana nahm Zrenjanin im Juni 1939 an einer Parteikonferenz der KPJ teil und besuchte im Laufe des Jahres zahlreiche Parteiorganisationen in der Vojvodina. Dabei wurde er Mitglied der Initiativsversammlung der Arbeiterpartei Vojvodina. Dort äußerte er, dass die Vojvodina in Jugoslawien künftig „in Anbetracht seiner besonderen ökonomischen, sozialen und nationalen Struktur, eine autonome Einheit wird“.
Am 4. Mai 1940 wurde Zrenjanin in Petrovgrad in Untersuchungshaft genommen und erst am 3. Oktober 1940 wieder aus dieser entlassen. Bis zum Balkanfeldzug des nationalsozialistischen Deutschen Reichs im Zweiten Weltkrieg wurde Zrenjanin polizeilich verfolgt und weitere viermal inhaftiert. Dabei wurde er mehrmals im Gefängnis von Petrovgrad, im berüchtigten Belgrader Gefängnis Glavnjača und auf der Gefängnisinsel Ada Ciganlija schwer misshandelt. Trotz seiner Inhaftierung und der damit verbundenen Abwesenheit wurde Zrenjanin in der sechsten Landeskonferenz der KPJ Vojvodina Anfang September 1940 zum Vorsitzenden der PK und als Delegierter zur fünften Landeskonferenz der KPJ gewählt. Dort wurde er wiederum in den Vorsitz des Zentralkomitees gewählt.
Zrenjanin begann im Dezember 1940 mit dem Druck der illegale Parteizeitung Istina (deutsch: Die Wahrheit) und im Januar 1941 mit der Herausgabe der Zeitung Trudbenik beziehungsweise deren ungarischer Ausgabe A dolgozó (deutsch: Proletarier). Nachdem jugoslawische Regierungsvertreter am 25. März 1941 in Wien den Beitritt zum Dreimächtepakt unterzeichneten, führte Zrenjanin die antifaschistischen Demonstrationen in Pančevo und Vršac an.
Im Mai 1941 nahm er an einer Anhörung der KPJ in Zagreb teil und organisierte im Anschluss den Befreiungskampf in der Vojvodina. Er agierte zu dieser Zeit hauptsächlich im Banat und stellte dort Partisaneneinheiten auf und koordinierte deren bewaffnete Aktionen im Juli 1941. Nach harten Rückschlägen, die die KPJ im Banat und der Batschka im Sommer und Herbst 1941 hinnehmen musste, arbeitete Zrenjanin am Wiederaufbau und an der Festigung der Partei und erstellte in Anbetracht der örtlichen Bedingungen Taktiken für den bewaffneten Partisanenkrieg.
Zrenjanin wurde von der Gestapo der Rote General genannt, den es unter Einsatz enormer Kräfte zu fassen galt. Anfang November 1942 wurde Zrenjanin von Josip Broz Tito auf das befreite Territorium in West-Bosnien gerufen, um an der ersten Tagung des AVNOJ teilzunehmen. Während der Vorbereitungen zur Abreise nach Syrmien, einen Zwischenstopp vor der Weiterreise nach Bosnien, wurde Zrenjanin verraten und am 4. November 1942 im Dorf Pavliš nahe der Stadt Vršac beim Versuch, vor seiner Verhaftung zu fliehen, durch die Gestapo ermordet. 

## Auszeichnung
Für seine Dienste in der Organisation des revolutionären Arbeiterbewegung und des Befreiungskampfs des jugoslawischen Volkes in der Vojvodina, wurde Zrenjanin posthum am 5. Dezember 1944 der Orden des Volkshelden verliehen.

## Stadt Zrenjanin
Seit dem 2. Oktober 1946 ist Zrenjanin Namensgeber der zuvor Petrovgrad genannten Stadt Zrenjanin. Nach dem Zerfall des kommunistischen Jugoslawiens 1991 bekamen mehrere Städte in Serbien, die nach dem Zweiten Weltkrieg nach jugoslawischen Kommunisten benannt wurden, ihren alten Namen zurück. Bei einem öffentlichen organisierten Volksentscheid über den künftigen Namen der Stadt, wurde 1992 der Name Zrenjanin mehrheitlich von den Einwohnern der Gemeinde gewählt und setzte sich gegen die historischen Namen Petrovgrad und Veliki Bečkerek bzw. Bečkerek durch.